# 出雲崎駅
出雲崎駅（いずもざきえき）は、新潟県三島郡出雲崎町大字大門にある、東日本旅客鉄道（JR東日本）越後線の駅である。

## 歴史
- 1912年（大正元年）12月28日：越後鉄道の駅として開業[1][3]。
- 1927年（昭和2年）10月1日：越後鉄道が国有化[3]。国有鉄道越後線所属となる[3]。
- 1973年（昭和48年）12月1日：貨物の扱いを廃止[3]。
- 1981年（昭和56年）：駅舎を改築[1]。
- 1984年（昭和59年）2月1日：荷物の扱いを廃止[3]。
- 1987年（昭和62年）4月1日：国鉄分割民営化により、東日本旅客鉄道（JR東日本）の駅となる[3]。
- 2021年（令和3年）
  - 3月12日：みどりの窓口の営業を終了[4]。
  - 3月13日：終日無人化[2]。

## 駅構造
相対式ホーム2面2線を有する地上駅である。互いのホームは跨線橋で連絡している。列車の行き違いがない場合は両方向の列車とも、駅舎（西側）に面する1番線から発着する。
長岡駅が管理する無人駅である。トイレは駅舎右側に設けられている。

### のりば
| 番線 | 路線    | 方向 | 行先           | 備考         |
| ---- | ------- | ---- | -------------- | ------------ |
| 1    | ■越後線 | 下り | 吉田・新潟方面 |              |
| 1    | ■越後線 | 上り | 柏崎方面       | 主に1番線    |
| 2    | ■越後線 | 上り | 柏崎方面       | 行違い時のみ |

- 吉田発夜21時台の最終は当駅止まりである。

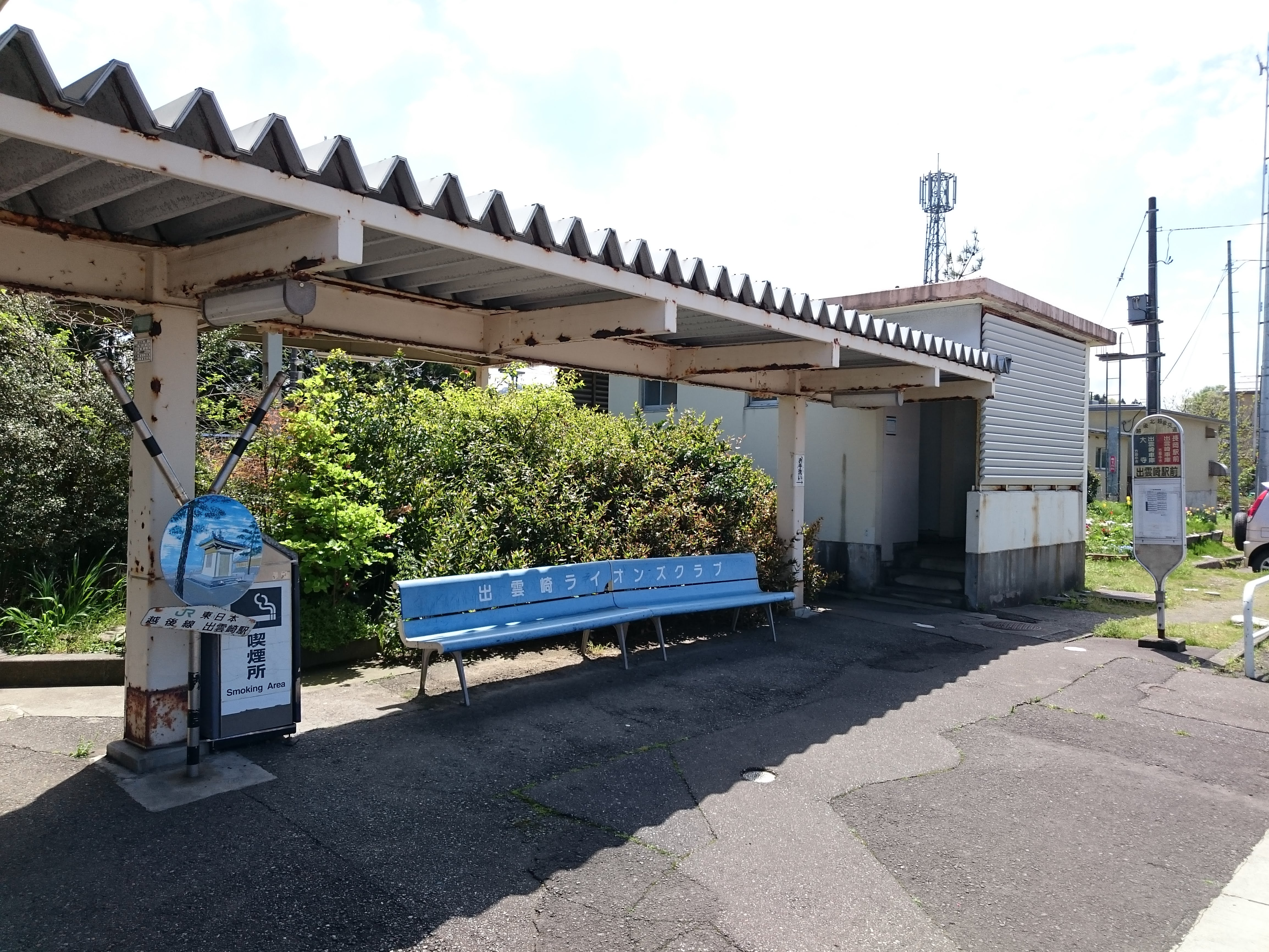
駅舎外の化粧室（2019年5月）
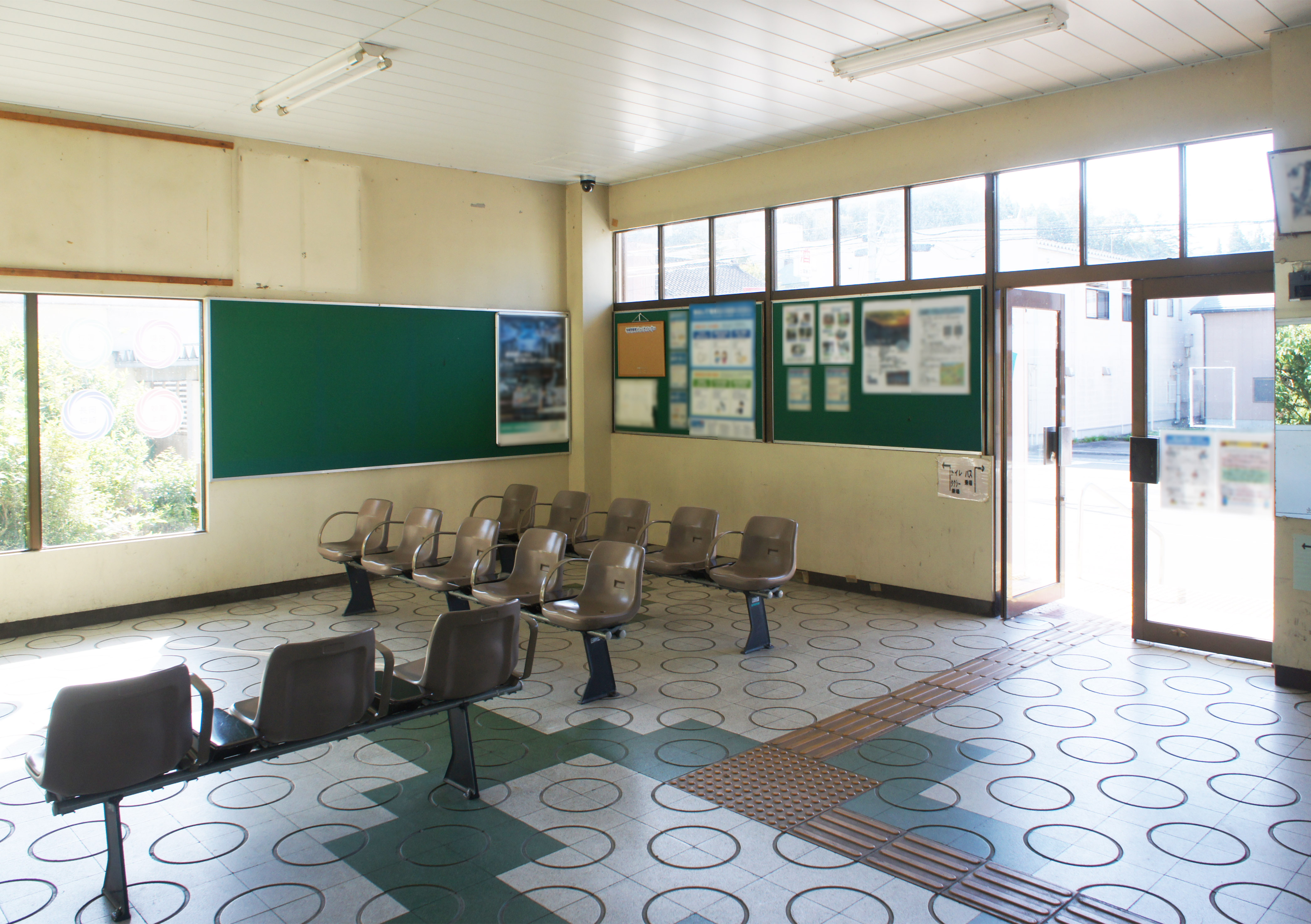
待合室（2021年9月）
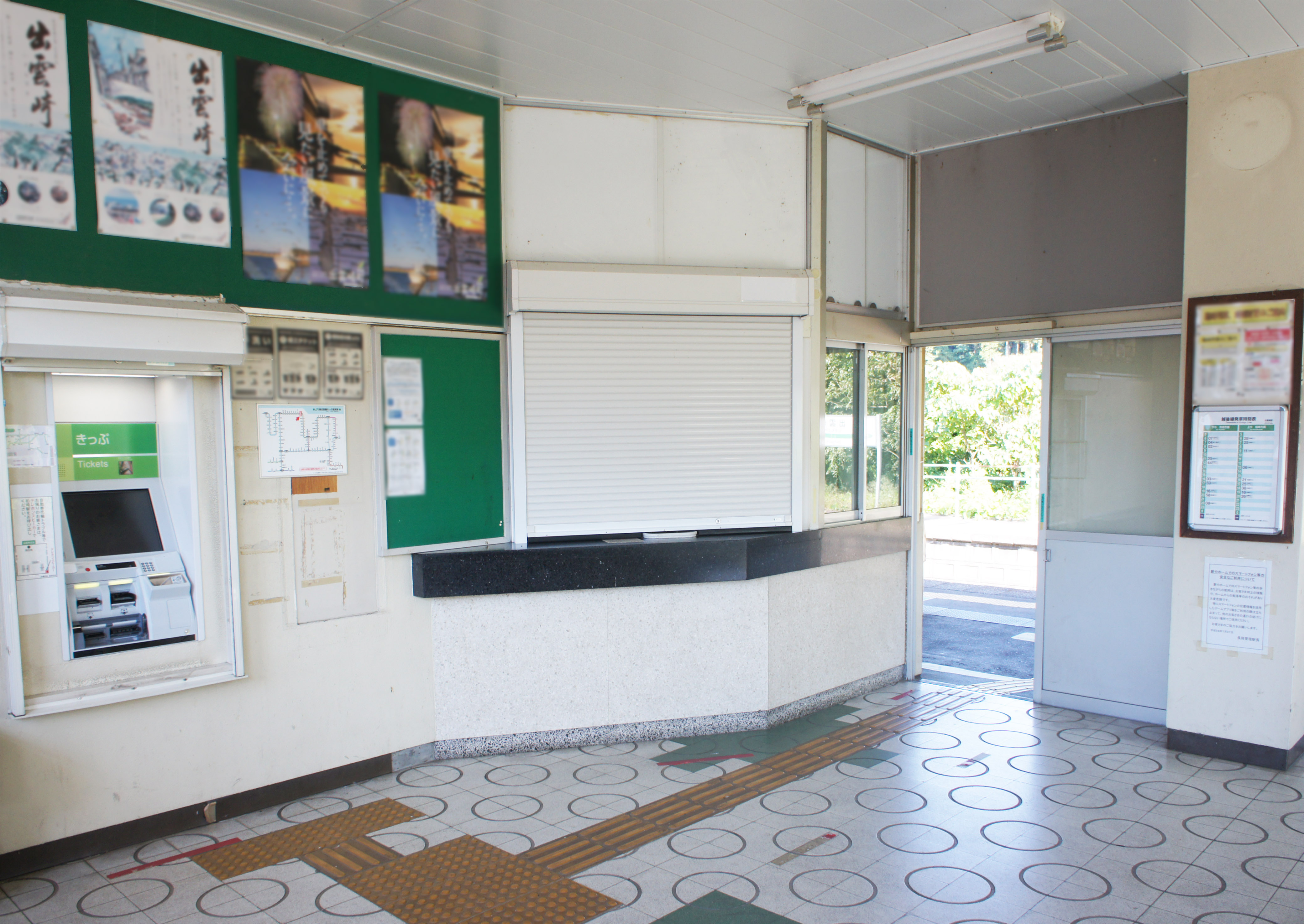
改札口（2021年9月）
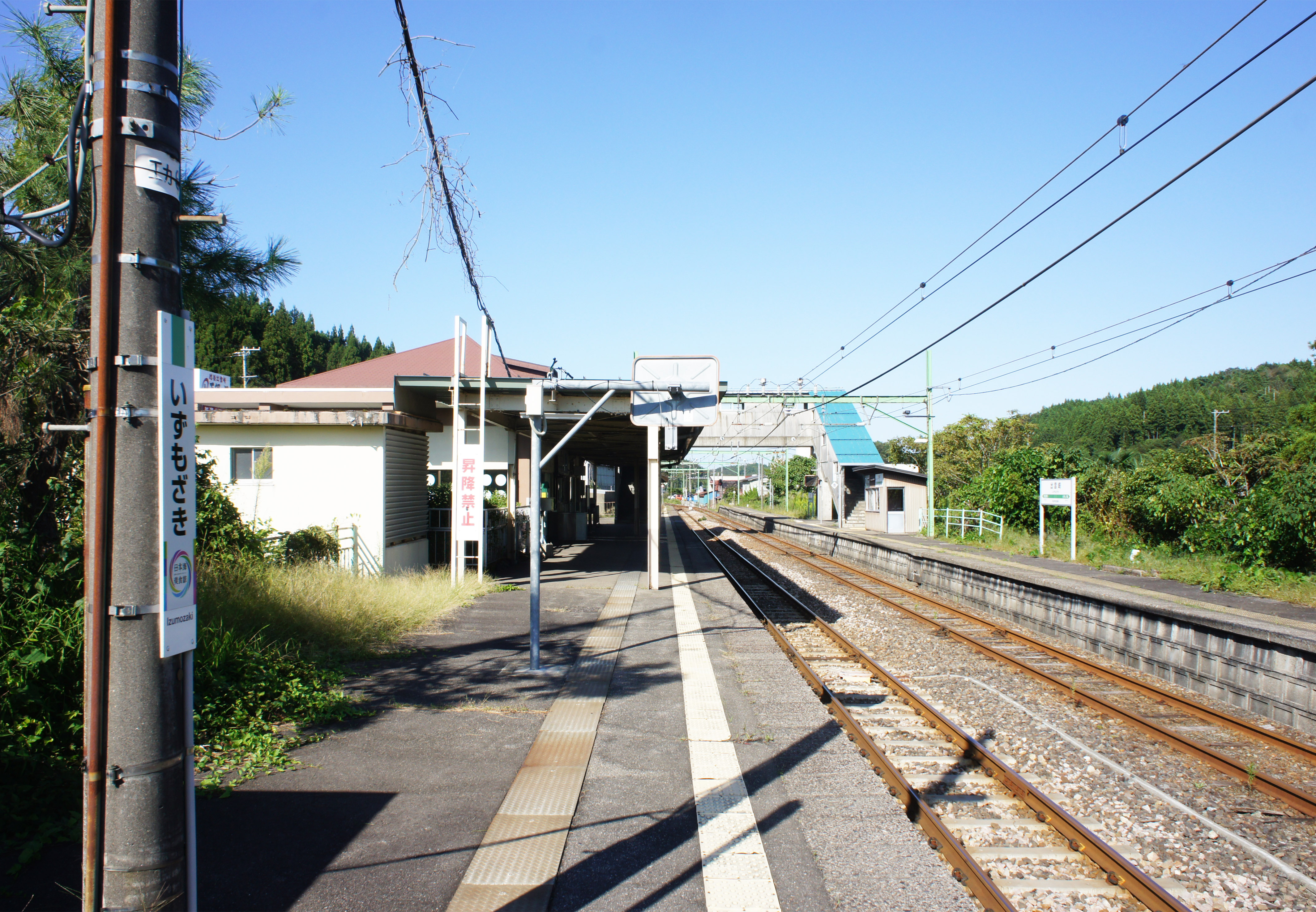
ホーム（2021年9月）

## 利用状況
JR東日本によると、2000年度（平成12年度）- 2019年度（令和元年度）の1日平均乗車人員の推移は以下のとおりであった。
| 1日平均乗車人員推移 | 1日平均乗車人員推移 | 1日平均乗車人員推移 | 1日平均乗車人員推移 | 1日平均乗車人員推移 |
| 年度                | 定期外              | 定期                | 合計                | 出典                |
| ------------------- | ------------------- | ------------------- | ------------------- | ------------------- |
| 2000年（平成12年）  |                     |                     | 261                 | [ 利用客数 1 ]      |
| 2001年（平成13年）  |                     |                     | 240                 | [ 利用客数 2 ]      |
| 2002年（平成14年）  |                     |                     | 222                 | [ 利用客数 3 ]      |
| 2003年（平成15年）  |                     |                     | 229                 | [ 利用客数 4 ]      |
| 2004年（平成16年）  |                     |                     | 239                 | [ 利用客数 5 ]      |
| 2005年（平成17年）  |                     |                     | 244                 | [ 利用客数 6 ]      |
| 2006年（平成18年）  |                     |                     | 241                 | [ 利用客数 7 ]      |
| 2007年（平成19年）  |                     |                     | 244                 | [ 利用客数 8 ]      |
| 2008年（平成20年）  |                     |                     | 247                 | [ 利用客数 9 ]      |
| 2009年（平成21年）  |                     |                     | 232                 | [ 利用客数 10 ]     |
| 2010年（平成22年）  |                     |                     | 244                 | [ 利用客数 11 ]     |
| 2011年（平成23年）  |                     |                     | 233                 | [ 利用客数 12 ]     |
| 2012年（平成24年）  | 19                  | 195                 | 215                 | [ 利用客数 13 ]     |
| 2013年（平成25年）  | 18                  | 198                 | 216                 | [ 利用客数 14 ]     |
| 2014年（平成26年）  | 18                  | 183                 | 202                 | [ 利用客数 15 ]     |
| 2015年（平成27年）  | 17                  | 198                 | 215                 | [ 利用客数 16 ]     |
| 2016年（平成28年）  | 15                  | 196                 | 212                 | [ 利用客数 17 ]     |
| 2017年（平成29年）  | 13                  | 165                 | 179                 | [ 利用客数 18 ]     |
| 2018年（平成30年）  | 14                  | 143                 | 158                 | [ 利用客数 19 ]     |
| 2019年（令和元年）  | 13                  | 136                 | 150                 | [ 利用客数 20 ]     |

## 駅周辺

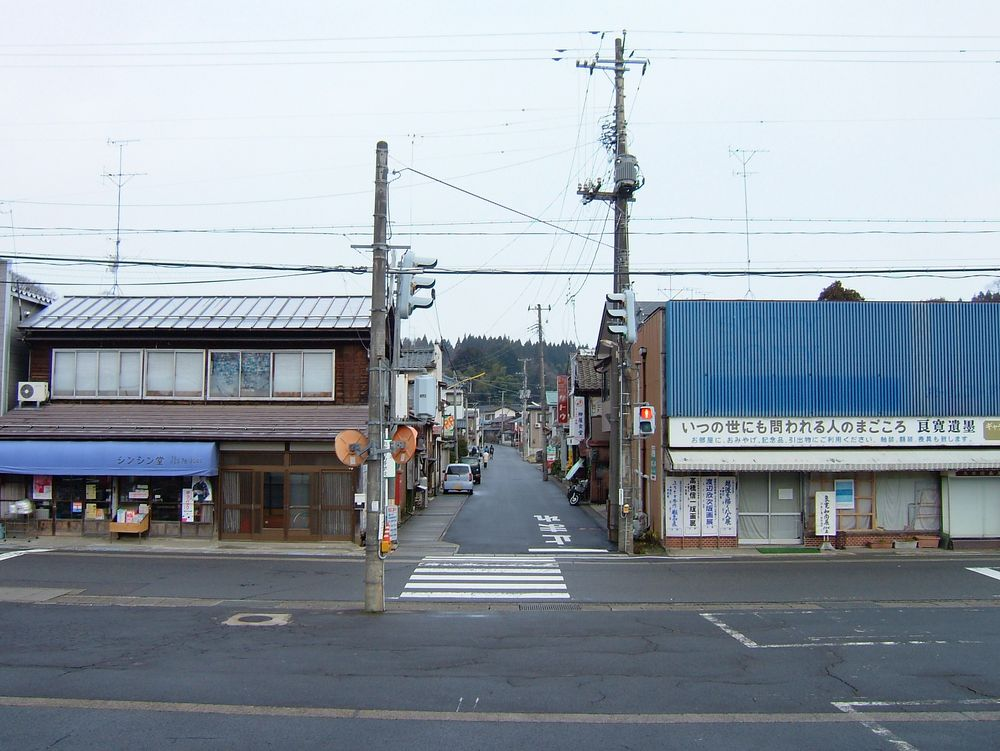
駅前風景

当駅は出雲崎町の内陸側の玄関口となっており、駅周辺の地区には町役場や学校といった町の機能が集中しているほか、国道116号（出雲崎バイパス）が通っており陸上交通が発達している。一方で妻入りのまち並みで知られ、古くから栄えてきた港湾都市港町・宿場町「出雲崎」は海沿いに広がっており、駅からは4 kmほど離れているため後述する「出雲崎車庫」行きの路線バスにより結ばれている。同様の立地形態は同じく越後線の寺泊駅（旧：大河津駅）にも見られる。
駅徒歩圏内
- ホッと情報館陽だまり - 駅前すぐに立地する地域振興施設であり、観光情報提供やバス待合所など多目的機能を持つほか、レンタサイクルが実施されている[7]。
- 出雲崎町役場
- 新潟県立出雲崎高等学校
- 出雲崎町立出雲崎中学校
- 出雲崎町立出雲崎小学校
- 出雲崎郵便局

宿場町「出雲崎」側
- 道の駅越後出雲崎天領の里
  - 出雲崎石油記念館
  - 天領出雲崎時代館
- 良寛記念館
  - 良寛と夕日の丘公園（にいがた景勝100選の第1位）

## バス路線
駅前に越後交通の「出雲崎駅前」バス停が設置されており、長岡駅前方面や出雲崎車庫方面へと結んでいる。なお、出雲崎車庫行きは電車と接続するダイヤになっている。
このほか、町内全域を運行エリアとする出雲崎町デマンド交通「てまりん」が設定されている。

## 隣の駅
東日本旅客鉄道（JR東日本）
■越後線
小木ノ城駅 - 出雲崎駅 - 妙法寺駅

### 記事本文